# 芒特奧利夫 (阿肯色州伊澤德縣)
芒特奧利夫（英語：Mount Olive）是位於美國阿肯色州伊澤德縣的一個非建制地區。該地的面積和人口皆未知。

## 地理
芒特奧利夫的座標為36°00′02″N 92°05′35″W / 36.00056°N 92.09306°W，而該地的平均海拔高度為108米（即354英尺）。